# Earle Gorton Linsley
Earle Gorton Linsley (Oakland, 1 mei 1910 - 8 maart 2000) was een Amerikaans entomoloog.
Earle Gorton Linsley werd in 1910 geboren in Oakland, Californië in de Verenigde Staten. Hij studeerde aan de 
Universiteit van Californië - Berkeley waar hij zijn Bachelor of Science haalde in 1932, zijn Master of Science in 1933 en zijn doctoraat in 1938. Als entomoloog was Linsley voornamelijk werkzaam op het gebied van de kevers (coleoptera) en was hij een wereldberoemd expert op het gebied van de boktorren (Cerambycidae). Hij beschreef een aanzienlijk aantal soorten, nieuw voor de wetenschap. Hierbij werkte hij vaak samen met J. Chemsak die vaak coauteur was van de nieuw beschreven taxa. Er zijn een aantal keversoorten naar Linsley vernoemd, waaronder Pleocoma linsleyi.
- Bibsys: 5033748
- CiNii: DA0752931X
- Gemeinsame Normdatei: 174107897
- International Standard Name Identifier: 0000 0001 0969 334X
- Library of Congress Control Number: n79086459
- Nationale Bibliotheek van Tsjechië: ola2007364677
- Nationale Bibliotheek van Israël: 987007440391105171
- Nederlandse Thesaurus van Auteursnamen: 142737984
- Réseau des bibliothèques de Suisse occidentale: 02-A003524009
- LIBRIS: 393635
- SNAC: w6qk0sd3
- Système universitaire de documentation: 189018321
- Virtual International Authority File: 48041432
- WorldCat: E39PBJm99JycyqBWCJ9HfBg3Qq